# Wereldkampioenschappen wielrennen 2019 – Wegwedstrijd mannen elite
De wegwedstrijd voor mannen elite op de Wereldkampioenschappen wielrennen 2019 werd gehouden op 29 september. De  deelnemers moesten een parcours van 260,7 kilometer van Leeds naar Harrogate afleggen. De Deen Mads Pedersen won, na in een sprint met drie Matteo Trentin en Stefan Küng voor te blijven.

## Uitslag
| Plaats | Naam                  | Tijd     |
| ------ | --------------------- | -------- |
| Goud   | Mads Pedersen         | 6u27'28" |
| Zilver | Matteo Trentin        | z.t.     |
| Brons  | Stefan Küng           | + 2"     |
| 4      | Gianni Moscon         | + 17"    |
| 5      | Peter Sagan           | + 43"    |
| 6      | Michael Valgren       | + 45"    |
| 7      | Alexander Kristoff    | + 1'10"  |
| 8      | Greg Van Avermaet     | z.t.     |
| 9      | Gorka Izagirre        | z.t.     |
| 10     | Rui Costa             | z.t.     |
| 11     | Sonny Colbrelli       | z.t.     |
| 12     | Jakob Fuglsang        | z.t.     |
| 13     | Zdeněk Štybar         | z.t.     |
| 14     | Carlos Betancur       | z.t.     |
| 15     | John Degenkolb        | z.t.     |
| 16     | Ion Izagirre          | + 1'1'4  |
| 17     | Amund Grøndahl Jansen | z.t.     |
| 18     | Tadej Pogačar         | z.t.     |
| 19     | Nils Politt           | + 1'22"  |
| 20     | Niki Terpstra         | z.t.     |

1927 · 
1928 · 
1929 · 
1930 · 
1931 · 
1932 · 
1933 · 
1934 · 
1935 · 
1936 · 
1937 · 
1938 · 
1946 · 
1947 · 
1948 · 
1949 · 
1950 · 
1951 · 
1952 · 
1953 · 
1954 · 
1955 · 
1956 · 
1957 · 
1958 · 
1959 · 
1960 · 
1961 · 
1962 · 
1963 · 
1964 · 
1965 · 
1966 · 
1967 · 
1968 · 
1969 · 
1970 · 
1971 · 
1972 · 
1973 · 
1974 · 
1975 · 
1976 · 
1977 · 
1978 · 
1979 · 
1980 · 
1981 · 
1982 · 
1983 · 
1984 · 
1985 · 
1986 · 
1987 · 
1988 · 
1989 · 
1990 · 
1991 · 
1992 · 
1993 · 
1994 · 
1995 · 
1996 · 
1997 · 
1998 · 
1999 · 
2000 · 
2001 · 
2002 · 
2003 · 
2004 · 
2005 · 
2006 · 
2007 · 
2008 · 
2009 ·
2010 · 
2011 · 
2012 · 
2013 · 
2014 · 
2015 · 
2016 · 
2017 · 
2018 · 
2019 · 
2020 · 
2021 · 
2022 · 
2023 · 
2024 · 
2025